# Spaniocentra intermediata
Spaniocentra intermediata là một loài bướm đêm trong họ Geometridae.